# District de Fangzi
Le district de Fangzi (坊子区 ; pinyin : Fāngzi Qū) est une subdivision administrative de la province du Shandong en Chine. Il est placé sous la juridiction de la ville-préfecture de Weifang.